# Club Amics del Bàsquet
El Club Amics del Bàsquet, conegut per motius de patrocini com TAU Castelló, és una entitat esportiva de Castelló de la Plana centrada en la pràctica de l'esport del bàsquet. Disputa els seus partits al Pavelló Ciutat de Castelló. Els seus colors són el blanc (principal) i el verd (secundari).

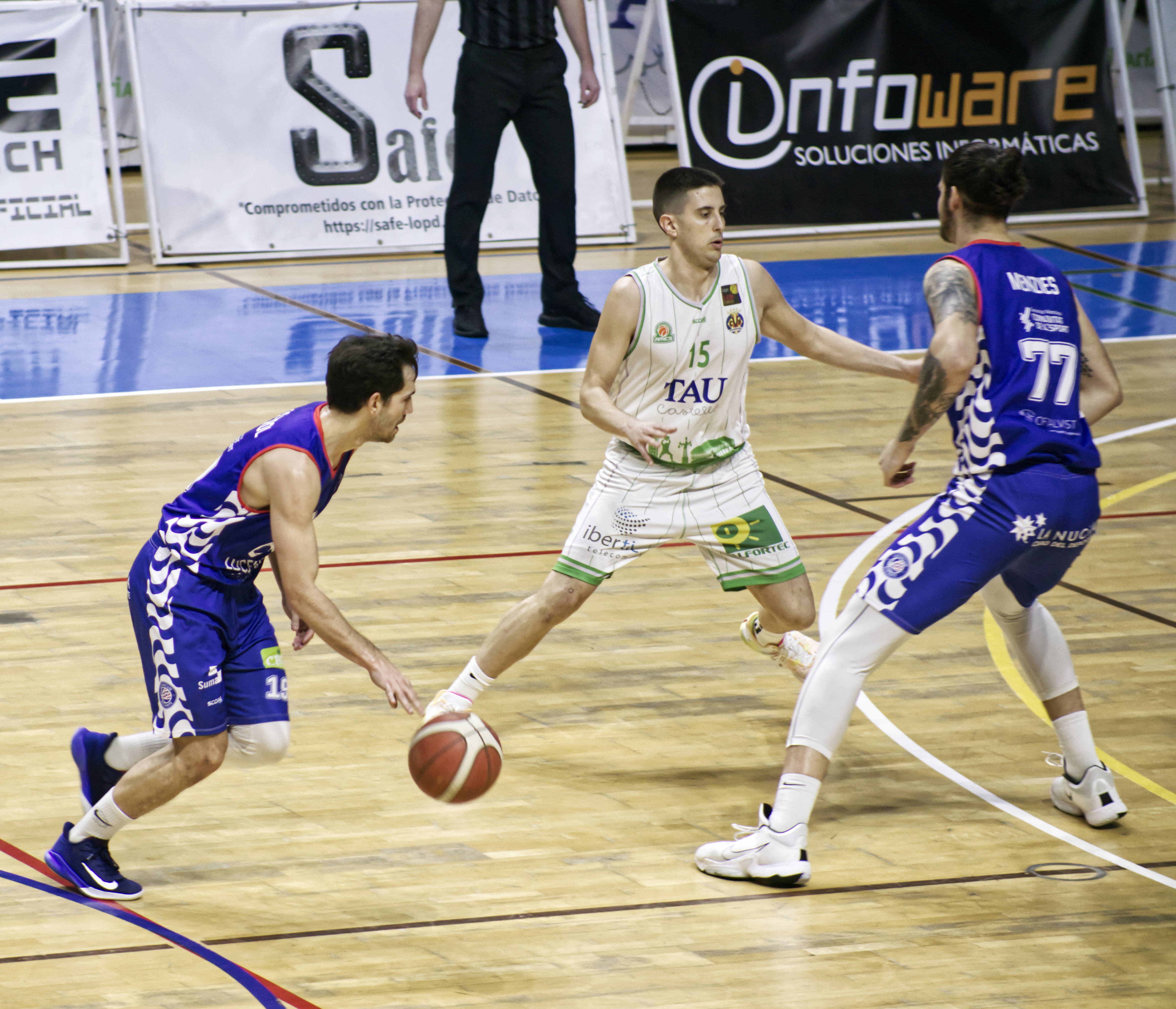
Partit entre Tau Castelló i Lucentum Alacant el 20 de març de 2022.

Després de la desaparició d'un anterior club de bàsquet a la ciutat, el 1994 diversos entrenadors convoquen un seguit de jugadors d'aquest equip i d'altres de les comarques veïnes per formar l'Amics del Bàsquet. En el primer any puja de Segona Autonòmica a Segona Estatal. Després de dos intents, el 1999 assoleix l'ascens a la Lliga EBA, on romandria tres temporades abans de pujar a la LEB 2 en la temporada 2002-2003, en la que juga que perd la categoria i retorna a l'EBA, on juga des de la temporada 2006-2007, aconseguint l'ascens a LEB Plata en la temporada 2012-2013. Tres temporades després assoleix l'ascens a LEB Or.

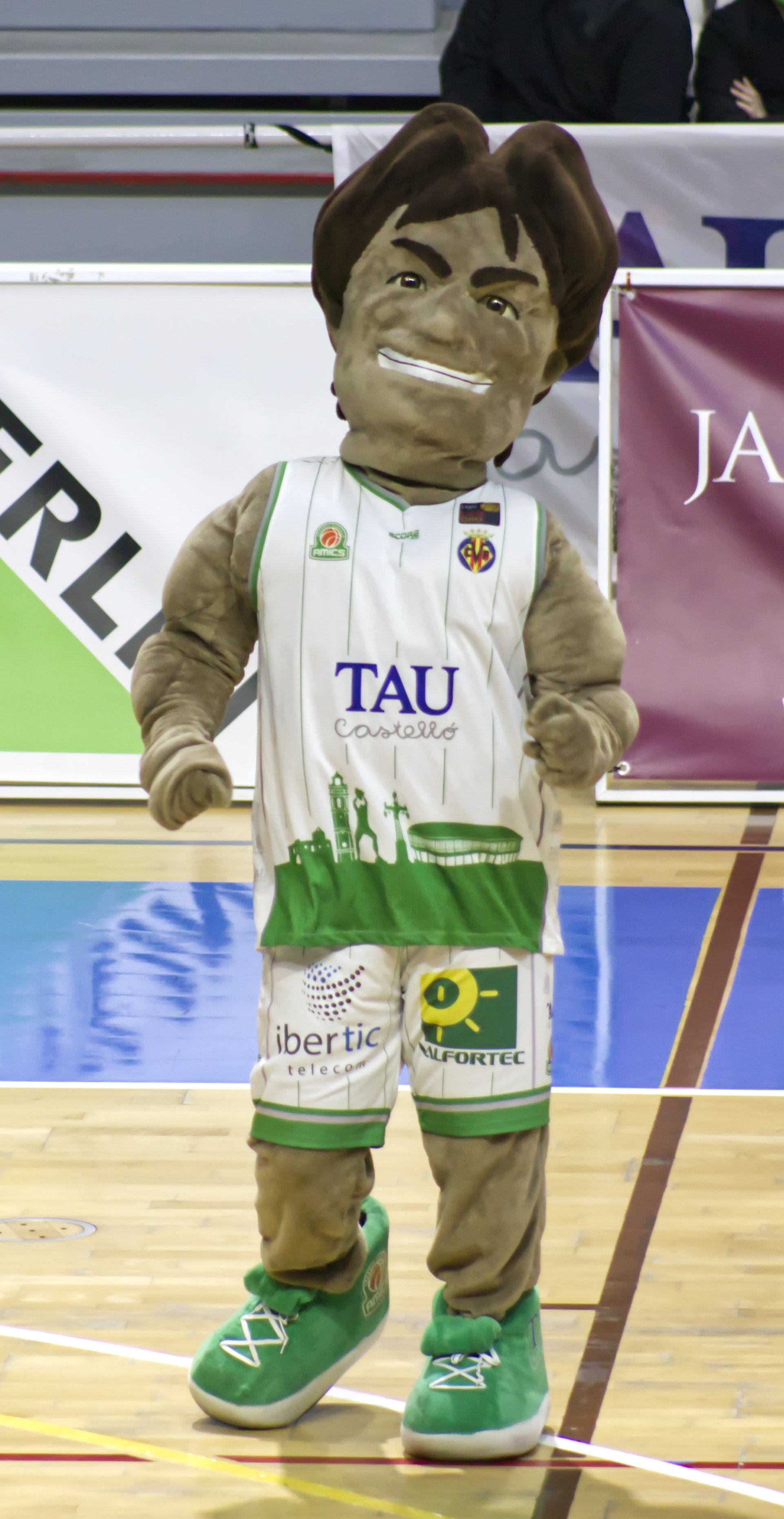
Tombi, mascota del club.

Evolució del nom:
- 2009-2010: Onda Urbana Castelló
- 2010-2011: AB Castelló
- 2011-2016: Amics Castelló
- 2016-2023: TAU Castelló
- 2023-avui: Amics Castelló